# Sourabh Varma
Sourabh Varma (* 30. Dezember 1992) ist ein indischer Badmintonspieler.

## Karriere
Sourabh Varma wurde bei der India Super Series 2011 Fünfter im Herreneinzel. Beim India Open Grand Prix Gold 2011 belegte er Platz zwei in der gleichen Disziplin. Die Bahrain International 2011 konnte er für sich entscheiden. 2012 stand er im Nationalteam seines Landes bei der Thomas-Cup-Qualifikationsrunde in Asien und wurde dort in der Endabrechnung Siebenter mit der Mannschaft. 2012 gewann er auch seinen ersten nationalen Titel in Indien.